# Mosquée Isa Bey
La mosquée Isa Bey (en macédonien : Иса-бегова џамија) est une mosquée ottomane située dans la ville de Skopje, en Macédoine du Nord. Elle se trouve en bordure du vieux bazar, au nord de la mosquée du Sultan Murat. 
Elle a été construite en 1475 ou 1476 (soit en 880 après l'Hégire) par Isa Bey, le fils du dignitaire Ishak Bey, qui avait de son côté financé la mosquée Aladja, elle aussi à Skopje. L'édifice a été commencé après la mort de son commanditaire, conformément à ses dernières volontés. 
La mosquée compte deux pièces identiques, deux ailes latérales voûtées et un porche couvert de cinq coupoles. La décoration intérieure a été refaite en 1966, détruisant ainsi celle d'origine, dont on ne garde que des photos en noir et blanc, ce qui ne permet pas de déterminer les matériaux et les couleurs qui avaient été utilisés. Les restaurations de 1966 avaient été rendues nécessaires par les importants dégâts causés par le tremblement de terre de 1963.

## Galerie

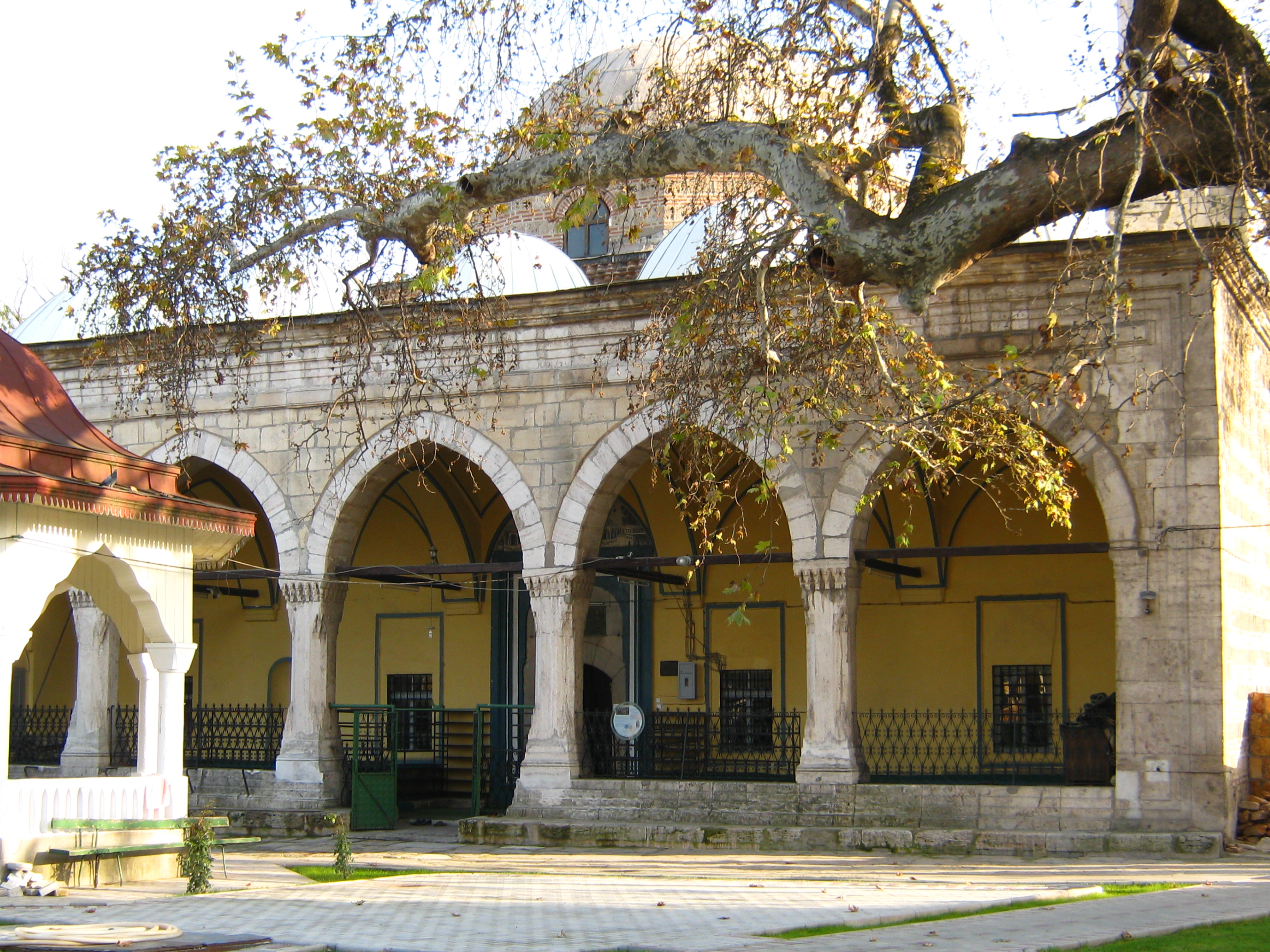
Le porche.
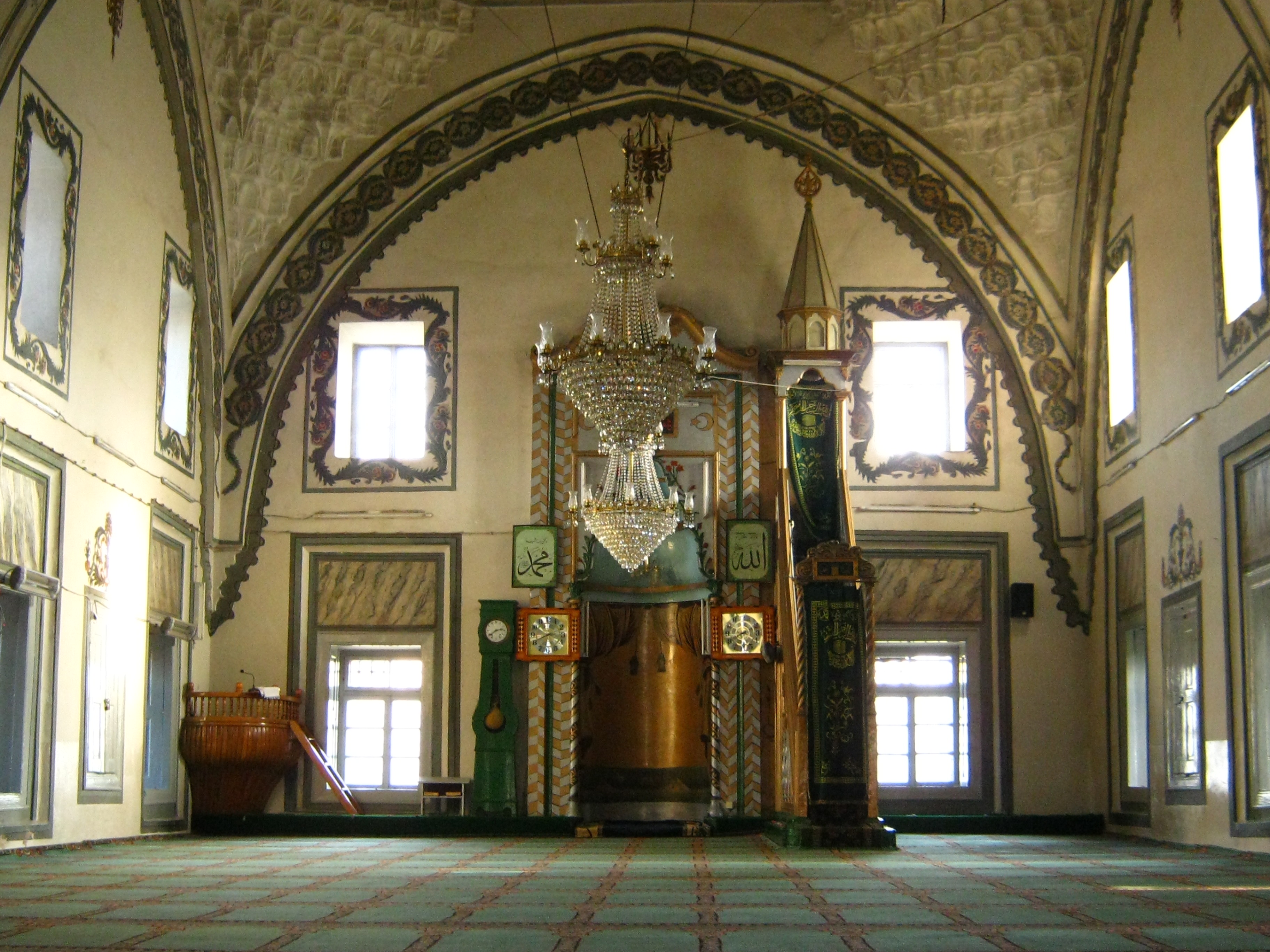
L'intérieur.
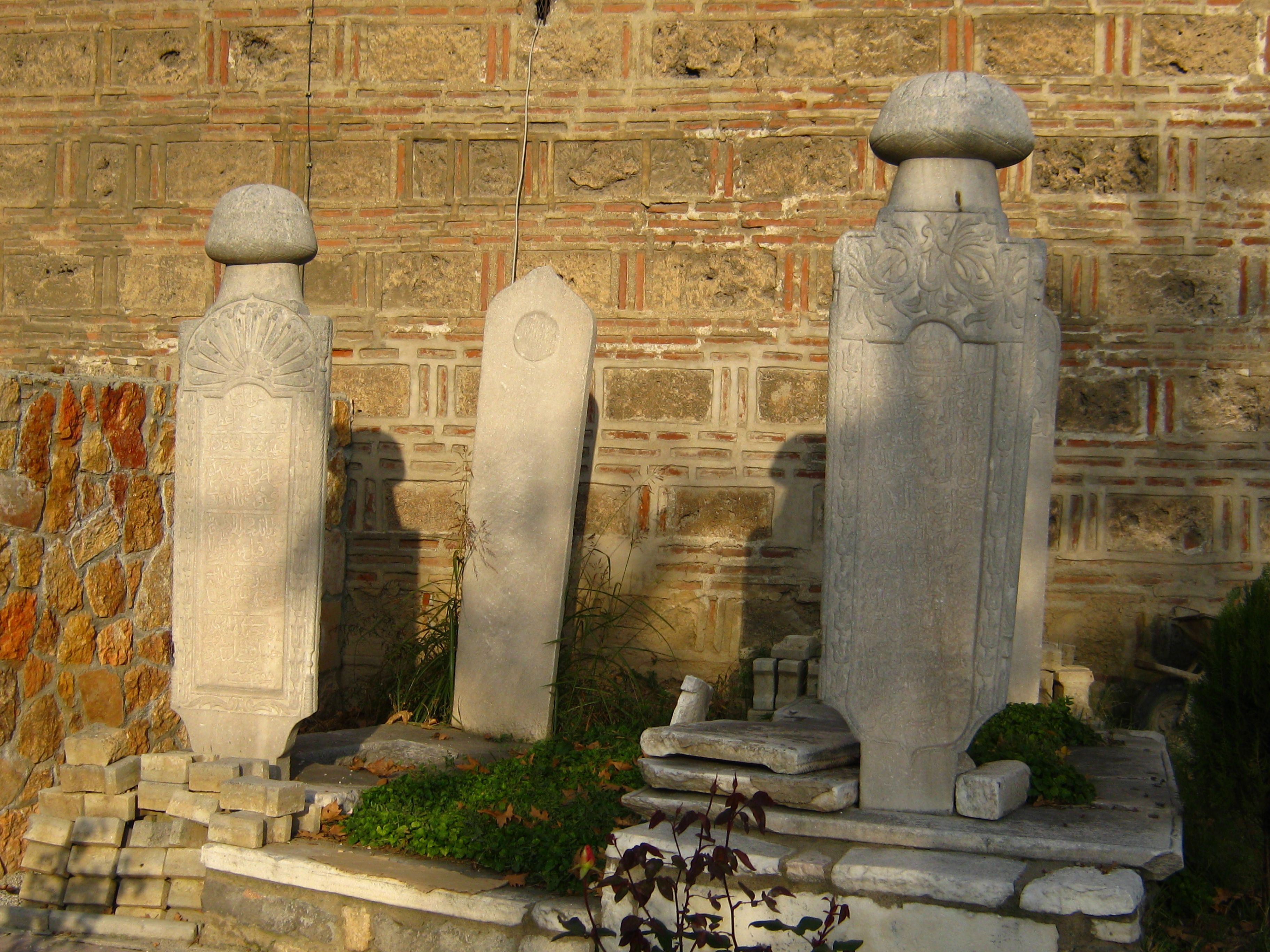
Le cimetière.